# Joseph Horne Company
Joseph Horne Company, vaak kortweg Joseph Horne's of Horne's genoemd, was een Amerikaanse warenhuisketen gevestigd in Pittsburgh, Pennsylvania. De winkel was een van de oudste in het land en werd opgericht op 22 februari 1849, maar werd vaak over het hoofd gezien omdat de winkel slechts regionaal vertegenwoordigd was. De keten stopte in 1994 met haar activiteiten nadat ze werd samengevoegd met de Lazarus-divisie van Federated Department Stores.

## Oprichters
Joseph Horne (1826–1892) verhuisde naar Pittsburgh en vond zijn eerste baan in de detailhandel bij Christian Yeager. Al snel wisselde Joseph van baan en ging aan de slag bij F.H. Eaton, waar hij partner werd. In 1849 nam hij de winkel over en doopte hem om in The Joseph Horne Company. Hij bundelde de krachten met Christian B. Shea en A.P. Burchfield, van wie de families trouwden en in de zaak stapten. Christian Bernard Shea (1835–1900) was de zwager van Joseph Horne en mede-oprichter van The Joseph Horne Company. Shea was betrokken bij beide divisies van het familiebedrijf: de detailhandel (Joseph Horne Co. Department Store) en de groothandel (Pittsburgh Dry Goods Company).

## Geschiedenis

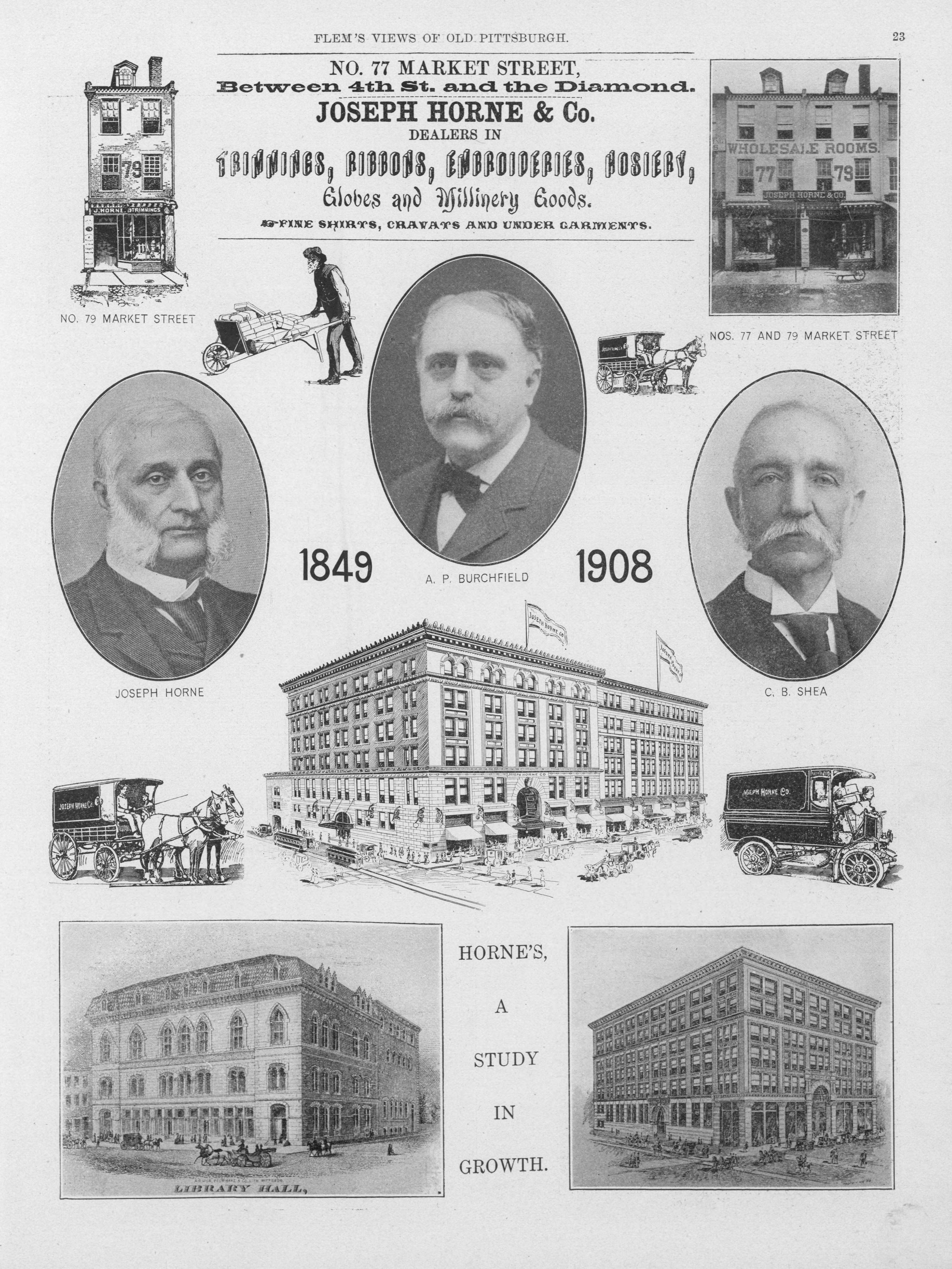
Advertentie met de oprichters en gebouwen van de Joseph Horne Company

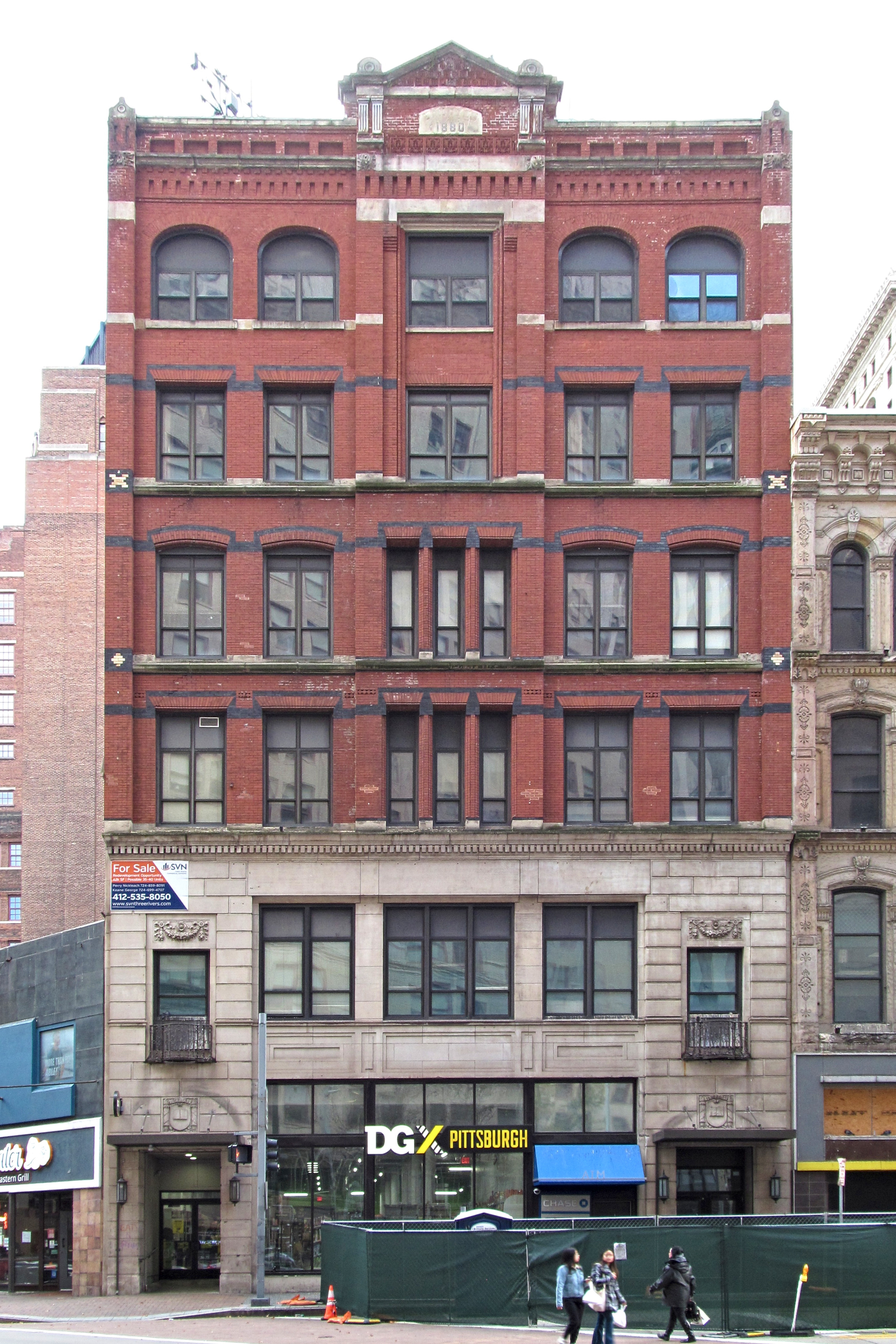
Voormalig gebouw van Joseph Horne Company op Wood Street en Liberty Avenue.

Kort nadat Joseph Horne, Eaton Co. had gekocht, groeide Joseph Horne Company uit tot een toonaangevend warenhuis in Pittsburgh. De winkel was aanvankelijk gevestigd aan Market Street en verhuisde in 1871 naar de onlangs voltooide Mercantile Library Hall aan Penn Avenue (nu de locatie van het O'Reilly Theater). In 1881 bouwde het bedrijf een nieuw gebouw op de hoek van Wood Street en Liberty Avenue voor zijn groothandelsafdeling. In 1891, op 65-jarige leeftijd, verkocht Horne de groothandelsactiviteiten van zijn bedrijf aan de Pittsburgh Dry Goods Company.
De vlaggenschipwinkel van Horne's op de hoek Penn Avenue en Stanwix Street in het centrum van Pittsburgh werd oorspronkelijk geopend op 31 juli 1893, en werd daarna twee keer herbouwd na verwoestende branden in 1897 en 1900. Het hoofdgebouw van zes verdiepingen en een uitbouw van zeven verdiepingen uit 1923 zijn beide ontworpen door de in Boston gevestigde architecten Peabody en Stearns. Het aangrenzende gebouw aan Penn Avenue, oorspronkelijk een kantoorpand, werd in 1903 ook onderdeel van het warenhuis. Het winkelcomplex bestaat nog steeds en er hangen nog steeds diverse Horne's-borden aan het gebouw, net als bij de voormalige rivaal uit Pittsburgh, Kaufmann's, aan Smithfield Street.
In 1966 werd Horne's overgenomen door Associated Dry Goods (ADG), waarna de activiteiten van Horne's werden uitgebreid naar verschillende winkels in winkelcentra in de buitenwijken van Pittsburgh, maar ook in Erie, Pennsylvania en Noordoost-Ohio. In december 1986 werd Horne's overgenomen door een lokale investeringsgroep, nadat ADG was overgenomen door May Department Stores. De lokale overname was onderdeel van May's afstoting van de Horne's-keten, aangezien May al eigenaar was van stadsrivaal Kaufmann's.
Twee jaar later kwamen de warenhuisketen Dillard’s uit Arkansas en Edward J. DeBartolo Sr. overeen om Horne's over te nemen, met plannen om dit te combineren met een andere recente overname voor Dillard's: de winkelketen Higbee's uit Ohio. De deal werd abrupt geannuleerd, wat resulteerde in een jarenlange rechtszaak. Dillard's stemde uiteindelijk in 1992 in met de overname van vijf Horne's-winkels in Ohio als onderdeel van een juridische schikking.
In 1994 verwierf Federated Department Stores de resterende tien Horne's-winkels en voegde deze samen met de Lazarus-divisie, waarmee op 29 augustus 1994 een einde kwam aan de naam Horne's. Dit leidde tot enige woede onder het winkelend publiek in Pittsburgh, aangezien Horne's de oudste winkel in de stad was en al 145 jaar een traditie in Pittsburgh was. Na de sluiting werd het bedrijf vaak geprezen omdat het 145 jaar had overleefd met maximaal 15 winkels. In 1998 sloten meerdere voormalige vestigingen van Horne, die onder de naam Lazarus opereerden, hun deuren. De overgebleven filialen werden uiteindelijk 'Lazarus-Macy's' en in 2006 werden ze samen met Kaufmann's samengevoegd in de landelijke consolidatie van Macy's.

## Vlaggenschipwinkel

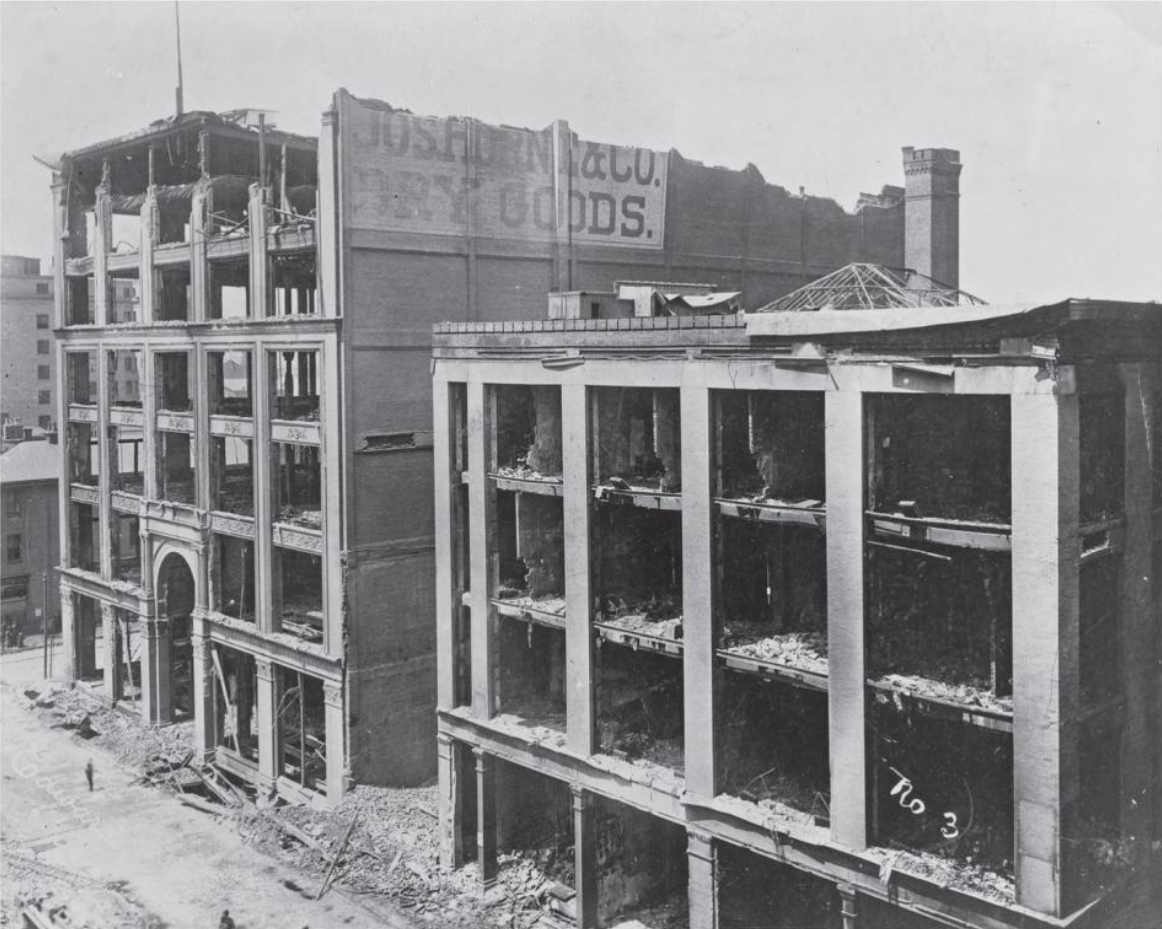
Warenhuis Horne (links) en kantoorpand (rechts) kort na de grote brand in 1897

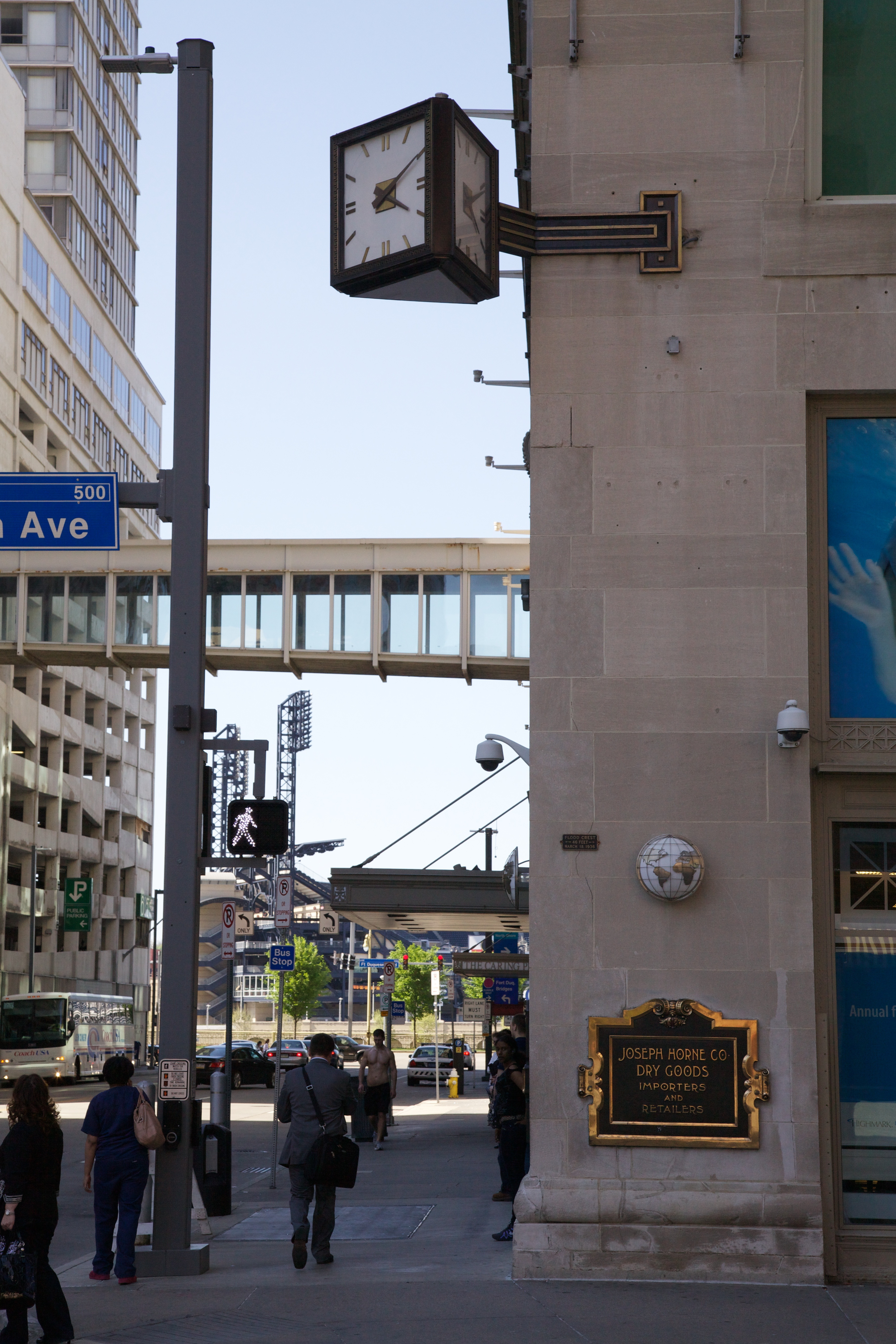
Een blik op de klok

Het voormalige vlaggenschipwarenhuis van Joseph Horne Company bevindt zich op de hoek van Penn Avenue en Stanwix Street in het centrum van Pittsburgh. Het L-vormige bouwwerk bestaat eigenlijk uit drie gebouwen die in de loop der tijd zijn gebouwd. Het centrale gebouw met zes verdiepingen is 37 m bij 55 m, met uitzicht op Penn Avenue, en werd oorspronkelijk in 1893 gebouwd naar een ontwerp van de architect William Smith Fraser uit Pittsburgh. In 1897 werd het gebouw bijna volledig verwoest door een brand, ondanks het feit dat het was gebouwd met behulp van vroege brandwerende technologieën. De resultaten werden uitgebreid besproken door ingenieurs en een aantal van de geleerde lessen werden verwerkt in het vervangende gebouw, ontworpen door de architecten Peabody en Stearns uit Boston. Het nieuwe gebouw leek qua omvang en uiterlijk sterk op het origineel. Het gebouw werd in 1900 opnieuw zwaar beschadigd door een brand, maar ditmaal kwam het er beter vanaf: de muren en het stalen frame waren grotendeels intact gebleven. 
Het gebouw aan de oostkant van Penn Avenue werd eveneens door Fraser ontworpen en in 1895 gebouwd. Oorspronkelijk was het een kantoorpand van vier verdiepingen, maar het werd van de winkel in Horne gescheiden door een enkel huis waarvan de eigenaar weigerde het te verkopen. Toen het huis in 1897 afbrandde, werd het kantoorpand, dat eveneens zwaar beschadigd was, herbouwd en uitgebreid met de aangrenzende ruimte. In 1903 werd het kantoorgebouw overgenomen door het warenhuis Horne en werd de hoogte verhoogd tot zes verdiepingen. Struthers en Hannah waren de architecten voor de verbouwing. Het derde gebouw, dat de achterkant van het huidige gebouw vormt, is zeven verdiepingen hoog en wordt ook toegeschreven aan Peabody en Stearns. Het werd gebouwd in 1922-1923.
De winkel had vier ingangen – twee aan Stanwix Street en twee aan Penn Avenue – en besloeg een oppervlakte 59.000 m² verkoopoppervlakte, waarmee het het op één na grootste warenhuis van de stad is. De winkel droeg de naam Horne tot 29 augustus 1994, het moment waarop het werd omgedoopt tot Lazarus gewijzigd. Lazarus bleef slechts een jaar in het gebouw voordat het de winkel sloot  en een nieuwe locatie op Fifth Avenue bouwde. Oxford Development Co kocht het gebouw met de hoop op detailhandel op de begane grond en verhuurde de verdiepingen twee tot en met zeven aan Highmark Blue Cross Blue Shield. Old Navy opende een winkel op 1.900 m² op de eerste twee verdiepingen in 1996, maar sloot weer in 2003. Highmark Blue Cross Blue Shield kocht vervolgens het gebouw en gebruikt tot op de dag van vandaag de kantoorruimte en winkelruimte op de begane grond.
Het warenhuiscomplex werd in 1982 door de Pittsburgh History and Landmarks Foundation aangewezen als historisch monument. 

## Kerstboom
Het verlichten van de kerstboom van Horne bij de vlaggenschipwinkel was een jarenlange traditie tijdens de feestdagen. De zes verdiepingen hoge elektrische boom stond op de hoek van het gebouw op de hoek van Penn Avenue en Stanwix Street. Bezoekers kwamen massaal naar het gebied om te genieten van de show en de verlichting. Ook bij Horne's keek men vol spanning uit naar de kerstetalages.
De boom wordt nog steeds jaarlijks tentoongesteld in het kader van de Light Up Night in Pittsburgh, in het Horne's-gebouw.

## Erfgoed
Enkele jaren na de sluiting van de laatste Horne's-filialen, staan er nog steeds verschillende borden bij het historische vlaggenschipwinkelgebouw in het stadscentrum. Op elk bord staat de naam van Horne's. Op de zuidwesthoek van het gebouw zijn nog twee bronzen plaquettes te zien met de tekst: "Joseph Horne Co Dry Goods Importers and Retailers". Ook staat op het fries boven de twee ingangen in het eerste gebouw de tekst "1849 – Joseph Horne Co. – 1879", wat de oprichting van het bedrijf en het bouwjaar aangeeft, terwijl op het fries van de uitbreiding uit 1922 die datum staat. De stoeptegels bij de ingangen zijn voorzien van inlegwerk met het logo van Horne.